# Nils Silfverschiöld (1753–1813)
Nils Silfverschiöld, född den 23 juli 1753, död den 20 oktober 1813 i Örebro, var en svensk friherre, militär, lanthushållare och politiker. 

## Biografi
Nils Silfverschiöld var son till presidenten, friherre Arvid Silfverschiöld och grevinnan Ulrika Magdalena von Seth samt far till Nils August Silfverschiöld.
Redan 1768 ingick Silfverschiöld på den militära banan som korpral vid Västgöta kavalleri och blev 1771 fänrik vid Bohusläns dragoner, där han 1774 befordrades till löjtnant och 1777 till kapten. 1779 förflyttades han i samma egenskap till Västgöta-Dals regemente, där han 1781 nådde majorsgrad. 
År 1784 tog han emellertid avsked ur krigstjänsten för att ägna sig åt enskilda värv. Han hade nämligen 1782 ingått giftermål med Anna Margareta Alströmer (1766–92) född i adelsätten Alströmer, som av sin morfar Niclas Sahlgren gjorts till innehavare av Kobergs betydliga fideikommiss i Västergötland. 
Silfverschiöld gjorde sig snart känd som en driftig och energisk jordbrukare, som förenade en mindre vanlig framsynthet med en villighet att ställa sig i spetsen, när det gällde att befrämja allmännyttiga företag. Så var han bland annat en av direktörerna för det bolag, som 1793–1800 förde Trollhätte kanal till fullbordan.
Han hade då även hunnit framträda som politiker. Vid sin första riksdag, riksdagen 1789, var han visserligen tyst i riddarhusets debatter, men åtnjöt inom oppositionen ett sådant anseende, att han invaldes i hemliga utskottet, där han, enligt en sin kamrats – A.L. Hamiltons – ord, "i det han förde ärans språk, uppenbarade sitt hjärtas innersta tankar". 
Vid 1800 års riksdag betecknas han av Johan von Engeström som den frisinnade oppositionens verkliga chef på riddarhuset, även om hans mognare ålder och livserfarenhet skyddade honom från deltagande i de hetsigaste åtgärderna. Ett intyg om arten av sina tänkesätt lämnade han genom sin av riddarhusets unga vänster med varmt bifall hälsade motion, att adeln skulle avsäga sig sin rätt att uteslutande besitta säterier, på vilken lantmarskalken vägrade proposition, då den ansågs göra intrång i konungens privilegier.  I det stormiga uppträde på riddarhuset, då Hans Järta, P.A. Tamm med flera avsade sig adelskapet, deltog även Silfverschiöld, men nöjde sig med att avsäga sig sin riksdagsmannarätt för pågående riksmöte. Han blev också jämte flera av de uppträdande ställd under åtal inför Göta hovrätt för förgripliga åtgärder mot lantmarskalken, en process som dock slutade med obetydliga böter.
Då Silfverschiöld blivit änkling, och fideikommisset övergått till hans äldste son, ingick han 1802 nytt gifte med friherrinnan Charlotta Elisabet von Essen, dotter till friherre Fredric Ulric von Essen, med vilken han redan följande år kom i besittning av ett nytt fideikommiss, Säbylund i Närke. Även här intog han rollen som den väckande och livgivande kraften i ortens angelägenheter. Så var han 1804–10 och 1812–13 ledamot av det nybildade hushållningssällskapets förvaltningsutskott och 1805–06 dess ordförande. Som sådan inlade han stort intresse för bildande av lantbruksskolan vid Dyringe och var den, som tog första initiativet till Hjälmarens sänkning.
Vid 1809 års riksdag hade Silfverschiöld var han med att föra sin motion om säterierna fram till seger och var även i övrigt att räkna bland dem, som främst stödde det nya konstitutionella statsskicket. Han var vid 1809–10 års riksdag ledamot av statsutskottet, som han även tillhörde vid riksdagen i Örebro 1810, då även medlem av bankoutskottet och tronföljarenämnden. Vid riksdagen i Örebro 1812 insattes han i såväl hemliga utskottet som bankoutskottet.